# CD-RW
Un disc compacte regravable, conegut popularment com a CD-RW (sigles en anglès de Compact Disc Rewritable) és un suport digital òptic utilitzat per emmagatzemar qualsevol tipus d'informació. Aquest tipus de CD pot ser gravat múltiples vegades, ja que permet que les dades emmagatzemades siguin esborrades. Va ser desenvolupat conjuntament el 1996 per les empreses Sony i Philips, i es va començar a comercialitzar el 1997. Avui dia tecnologies com el DVD i altres han desplaçat en part aquesta forma d'emmagatzematge, encara que el seu ús segueix vigent. En el disc CD-RW la capa que conté la informació està formada per un aliatge de cristall de plata, indi, antimoni i tel·luri que presenta una interessant qualitat: si s'escalfa fins a certa temperatura, quan es refreda esdevé cristall, però si s'escalfa més amunt a una temperatura encara més elevada, quan es refreda queda amb una estructura amorfa. La superfície cristal·lina permet que la llum es reflecteixi bé (zona reflectant) mentre que les zones amb estructura amorfa absorbeixen la llum. Per això el CD-RW utilitza tres tipus de raig làser:
- Làser d'escriptura: S'usa per a escriure. Escalfa petites zones de la superfície perquè el material es torni amorf.
- Làser d'esborrat: S'usa per a esborrar. Té una intensitat menor que el d'escriptura amb el qual s'aconsegueix l'estat cristal·lí.
- Làser de lectura: S'usa per a llegir. Té menor intensitat que el d'esborrat. Es reflecteix en zones cristal·lines i es dispersa en les amorfes.